# Impatiens pinetorum
Impatiens pinetorum là một loài thực vật có hoa trong họ Bóng nước. Loài này được Hook. f. ex W.W. Sm. mô tả khoa học đầu tiên năm 1915.